# Acrotome
Acrotome là một chi thực vật có hoa trong họ Hoa môi (Lamiaceae).

## Loài
Chi Acrotome gồm các loài: